# Carolyn R. Bertozzi
Carolyn Ruth Bertozzi (Boston, Massachusetts, Estados Unidos, 10 de octubre de 1966) es una química estadounidense de la Universidad Stanford, donde ocupa la Cátedra Anne T. and Robert M. Bass en la Escuela de Humanidades y Ciencias. En 2022 fue laureada con el Premio Nobel de Química junto a Barry Sharpless y Morten Meldal por sus estudios e implementación de la teoría de la química click; en el caso de Bertozzi, llevando la técnica a un nivel más avanzado, que ha hecho posible usarla en seres vivos.
Bertozzi es investigadora en el Howard Hughes Medical Institute (HHMI) y fue directora del "Molecular Foundry", en el centro de investigación de nanociencia en el Laboratorio Nacional Lawrence Berkeley. Recibió el premio MacArthur "genius" a la edad de 33 años, haciéndola una de las científicas más jóvenes en recibir este premio. En 2010 fue la primera mujer en recibir el prestigioso Premio Lemelson MIT. También es miembro de la Academia Nacional de Ciencias de Estados Unidos, la Academia Nacional de Inventores y el Instituto de Medicina. En 2014, se anunció que Bertozzi sería la Editora en Jefe de la ACS Central Science, la primera revista de acceso abierto de la Sociedad Química Estadounidense que ofrece todo su contenido gratis al público.

## Biografía
Nacida en Boston, Massachusetts, Bertozzi recibió su título honorífico en química de la Universidad de Harvard, donde trabajó con el profesor Joe Grabowski en el diseño y construcción de un calorímetro fotoacústico. Mientras estudiaba la licenciatura, participó en varias bandas, incluyendo una con el futuro guitarrista de Rage Against the Machine, Tom Morello. Después de graduarse trabajó brevemente en Bell Labs con Chris Chidsey y en el Hospital General de Massachusetts. Bertozzi es hija del físico William Bertozzi y hermana menor de Andrea Bertozzi, matemática de la Universidad de California en Los Ángeles (UCLA).
Bertozzi concluyó su doctorado en Química en la UC Berkeley en 1993 bajo la dirección del Profesor Mark Bednarski, trabajando en la síntesis química de oligosacáridos análogos. En aquel tiempo, ella realizaba su doctorado en la UCSF con el Profesor Steven Rosen, donde estudió la actividad de oligosacáridos endoteliales en la adhesión de células promotoras en zonas de inflamación. Fue capaz de modificar las moléculas de proteína y azúcar en las paredes de células vivientes de modo que éstas no rechazaran materiales extraños como implantes médicos. Bertozzi se unió a la Universidad de California Berkeley en 1996 y es investigadora del HHMI desde 2000.
Bertozzi estudia la glicobiología de enfermedades como el cáncer subyacente, desórdenes inflamatorios como artritis, y enfermedades infecciosas como la tuberculosis. En particular, Bertozzi analiza la superficie de las células relacionadas con el reconocimiento de células y la comunicación intercelular. Bertozzi creó el campo de la Química Bioortogonal, la cual emplea reporteros químicos bioortogonales, como la azida para etiquetar las biomoléculas en sistemas vivos. Su laboratorio también ha desarrollado herramientas químicas, incluyendo aquellas para estudiar glicanos en sistemas vivos y más recientemente nanotecnologías para sondeo de sistemas biológicos.
A la par de su carrera académica, Bertozzi trabaja activamente con activadores biotecnológicos. Ha servido en el equipo de investigación de GlaxoSmithKline, donde ha tenido su avance por sí sola. Varias de las tecnologías desarrolladas en su laboratorio han sido adaptadas para el uso comercial.
Bertozzi es abiertamente lesbiana, y en 2022 acudió a la ceremonia de entrega de los premios Nobel con su pareja del mismo sexo (siendo la primera en hacerlo).

## Publicaciones y ensayos significativos
- Mahal, Lara K.; Yarema, Kevin J.; Bertozzi, Carolyn R. (1997). «Engineering Chemical Reactivity on Cell Surfaces Through Oligosaccharide Biosynthesis». Science 276 (5315): 1125-8. PMID 9173543. doi:10.1126/science.276.5315.1125. Mahal, Lara K.; Yarema, Kevin J.; Bertozzi, Carolyn R. (1997). «Engineering Chemical Reactivity on Cell Surfaces Through Oligosaccharide Biosynthesis». Science 276 (5315): 1125-8. PMID 9173543. doi:10.1126/science.276.5315.1125.
- Bertozzi, Carolyn R.; Kiessling, Laura L. (2001). «Chemical Glycobiology». Science 291 (5512): 2357-64. Bibcode:2001Sci...291.2357B. PMID 11269316. doi:10.1126/science.1059820. Bertozzi, Carolyn R.; Kiessling, Laura L. (2001). «Chemical Glycobiology». Science 291 (5512): 2357-64. Bibcode:2001Sci...291.2357B. PMID 11269316. doi:10.1126/science.1059820.
- Saxon, Eliana; Bertozzi, Carolyn R. (2000). «Cell Surface Engineering by a Modified Staudinger Reaction». Science 287 (5460): 2007-10. Bibcode:2000Sci...287.2007S. PMID 10720325. doi:10.1126/science.287.5460.2007. Saxon, Eliana; Bertozzi, Carolyn R. (2000). «Cell Surface Engineering by a Modified Staudinger Reaction». Science 287 (5460): 2007-10. Bibcode:2000Sci...287.2007S. PMID 10720325. doi:10.1126/science.287.5460.2007.
- Prescher, Jennifer A.; Bertozzi, Carolyn R. (2005). «Chemistry in living systems». Nature Chemical Biology 1 (1): 13-21. PMID 16407987. doi:10.1038/nchembio0605-13. Prescher, Jennifer A.; Bertozzi, Carolyn R. (2005). «Chemistry in living systems». Nature Chemical Biology 1 (1): 13-21. PMID 16407987. doi:10.1038/nchembio0605-13.
- Wang, Peng George, ed. (2001). Glycochemistry: Principles, Synthesis, and Applications. New York: Marcel Dekker. ISBN 978-0-8247-0538-1. Wang, Peng George, ed. (2001). Glycochemistry: Principles, Synthesis, and Applications. New York: Marcel Dekker. ISBN 978-0-8247-0538-1.

## Premios y menciones honoríficas
- Phi Beta Kappa (1987)
- Beckman Premio de Detectives del Young (1998)
- Arthur C. Soporta Premio de Becario de la Sociedad Química americana (1999)
- MacArthur Camaradería (1999)
- El premio de Enseñanza Señalada de Berkeley (2001)
- ACS Premio en Química Pura (2001)
- Donald Sterling Noyce Premio para Excelencia en Undergraduate Enseñanza (2001)
- Socio de la Asociación americana para el Adelanto de Ciencia (2002)
- Irving Sigal Premio de Detective del Young de la Sociedad de Proteína (2002)
- Socio de la Academia americana de Artes y Ciencias (2003)[19]
- Agnes Fay Premio de Búsqueda del Morgan de Iota Sigma Pi (2004)
- Havinga Medalla, Univ. Leiden (2005)
- Miembro de la Academia Nacional de Ciencias (2005)
- Premio Ernst Schering (2007)
- Willard Gibbs Premio (2008)
- Lemelson-MIT Premio (2010)[16]
- Merck Premio de Programa de Desarrollo académico
- Glaxo Wellcome Becarios' Premio
- Premio de Carrera Temprano presidencial en Ciencia e Ingeniería
- Profesor de Dreyfus del Camille-Premio de Becario
- Horacio S. Isbell Premio en Química de Carbohidrato
- Alfred P. Sloan Camaradería de búsqueda
- Emanuel Merck Lectureship (2011)
- GLBT Científico del Premio de Año (2007) - de la Organización Nacional de Gay y Científicos Lesbianos y Profesionales Técnicos[20]
- Honorary Doctorado de Ciencia de Universidad Marrón (2012)[21]
- Heinrich Wieland Premio 2012 (2012)[22]
- Arthur C. Soporta Premio 2017
- Premio Nobel de Química (2022)[2]